# HD 90289
HD 90289，又名CP-57 3127，SAO 238021、HR 4091，是一颗恒星，视星等为6.35，位于銀經284.35，銀緯-0.51，其B1900.0坐标为赤經10h 20m 11.2s，赤緯-57° -0.51′ 49″。